# Jacamar brun
Brachygalba lugubris
Espèce
Statut de conservation UICN

 LC  : Préoccupation mineure
Le Jacamar brun (Brachygalba lugubris) est une espèce d'oiseaux de la famille des galbulidés (ou Galbulidae). C'est un oiseau percheur qui se rencontre en Amérique intertropicale et qui vit dans les milieux boisés.